# Hailemelekot Hailu
Pour les articles homonymes, voir Hailu.
Hailemelekot Hailu Abezgi, né le 11 juillet 1994,, est un coureur cycliste éthiopien.

## Biographie
Hailemelekot Hailu commence à courir en Europe en 2015 au sein de l'Ethiopia Cycling Academy. Il rejoint ensuite le nouveau club Aldro de Manolo Saiz en 2016, avec une bourse d'études. 
En 2017, il est sacré champion d'Éthiopie sur route. L'année suivante, il termine onzième de la Tropicale Amissa Bongo et dix-neuvième du championnat d'Afrique sur route, avec sa sélection nationale. Il intègre également la réserve de l'équipe Caja Rural-Seguros RGA. Huitième du Tour de Guadalentín, il ne parvient pas à décrocher un contrat professionnel.

## Palmarès
- 2017
  -  Champion d'Éthiopie sur route
- 2021
  -  Champion d'Éthiopie sur route
  -  Champion d'Éthiopie du contre-la-montre

## Classements mondiaux
| Année           | 2018 | 2019 | 2020 |
| --------------- | ---- | ---- | ---- |
| UCI Africa Tour | 117e | 163e | 82e  |